# Вихревое движение
Вихревое движение — движение жидкости или газа, при котором мгновенная угловая скорость вращения элементарных объёмов среды не равна нулю. Количественной мерой зави́хренности служит псевдовектор {\displaystyle {\omega =\operatorname {rot} ~v}}, где {\displaystyle \ v} — вектор скорости жидкости; {\displaystyle \omega } называют псевдовектором вихря или просто завихренностью.
Движение называется безвихревым или потенциальным, если {\displaystyle \omega =0}, в противном случае имеет место вихревое движение.
Векторное поле вихря удобно характеризовать некоторыми геометрическими образами. Вихревой линией называется линия, касательная к которой в каждой точке направлена по вектору вихря; совокупность вихревых линий, проходящих через замкнутую кривую, образует вихревую трубку. Поток вектора вихря через любое сечение вихревой трубки одинаков. Он называется интенсивностью вихревой трубки и равен циркуляции скорости {\displaystyle \Gamma =\int _{C}v\,dl} по произвольному контуру {\displaystyle C}, однократно охватывающему вихревую трубку.
За редким исключением, движение жидкости или газа почти всегда бывает вихревым. Так, вихревым является ламинарное течение в круглой трубе, когда скорость распределяется по параболическому закону, течение в пограничном слое при плавном обтекании тела и в следе за плохо обтекаемым телом. Вихревой характер носит любое турбулентное течение. В этих условиях выделение класса «вихревое движение» оказывается осмысленным, благодаря тому, что при преобладании инерционных сил над вязкими (при очень больших числах Рейнольдса) типична локализация завихренности в обособленных массах жидкости — вихрях или вихревых зонах.
Согласно классическим теоремам Гельмгольца, в предельном случае движения невязкой жидкости, плотность которой постоянна или зависит только от давления, в потенциальном силовом поле вихревые линии вморожены в среду, то есть в процессе движения они состоят из одних и тех же частиц жидкости — являются материальными линиями. Вихревые трубки при этом оказываются вмороженными в среду, а их интенсивность сохраняется в процессе движения. Сохраняется также циркуляция скорости по любому контуру, состоящему из одних и тех же частиц жидкости (теорема Кельвина). В частности, если при движении область, охватываемая данным контуром, сужается, то интенсивность вращательного движения внутри него возрастает. Это важный механизм концентрации завихренности, реализующийся при вытекании жидкости из отверстия в дне сосуда (ванны), при образовании водоворотов вблизи нисходящих потоков в реках и определяющий образование циклонов и тайфунов в зонах пониженного атмосферного давления в которые происходит подтекание (конвергенция) воздушных масс.
В жидкости, находящейся в состоянии покоя или потенциального движения, вихри возникают либо из-за нарушения баротропности, например образование кольцевых вихрей при подъёме нагретых масс воздуха — термиков, либо из-за взаимодействия с твердыми телами.
Если обтекание тела происходит при больших числах {\displaystyle Re}, завихренность порождается в узких зонах — в пограничном слое — проявлением вязких эффектов, а затем сносится в основной поток, где формируются отчетливо видимые вихри, некоторое время эволюционирующие и сохраняющие свою индивидуальность. Особенно эффектно это проявляется в образовании за плохообтекаемым телом регулярной вихревой дорожки Кармана. Вихреобразование в следе за плохообтекаемым телом определяет основную часть лобового сопротивления тела, а образование вихрей у концов крыльев летательных аппаратов вызывает дополнительное индуктивное сопротивление.
При анализе динамических вихрей и их взаимодействия с внешним безвихревым потоком часто используется модель сосредоточенных вихрей — вихревых нитей, представляющих собой вихревые трубки крошечной интенсивности, но бесконечно малого диаметра. Вблизи вихревой нити жидкость движется относительно неё по окружностям, причём скорость обратно пропорциональна расстоянию от нити, {\displaystyle v={\frac {\Gamma }{2\pi r}}}. Если ось нити прямолинейна, это выражение верно для любых расстояний от нити (потенциальный вихрь). В сечении нормальной плоскости это течение соответствует точечному вихрю. Система точечных вихрей представляет собой консервативную динамическую систему с конечным числом степеней свободы, во многом аналогичную системе взаимодействующих частиц. Сколь угодно малое возмущение первоначально прямолинейных вихревых нитей приводит к их искривлению с бесконечными скоростями. Поэтому в расчетах их заменяют вихревыми трубками конечной завихренности. Узкая область завихренности, разделяющая две протяженные области безвихревого движения, моделируется пеленой — поверхностью, выстланной вихревыми нитями бесконечно малой интенсивности, так, что суммарная их интенсивность на единицу длины по нормали к ним вдоль поверхности постоянна. Вихревая поверхность представляет собой поверхность разрыва касательных компонент скорости. Она неустойчива к малым возмущениям.
В вязкой жидкости происходит выравнивание — диффузия локализированных завихренностей, причем роль коэффициента диффузии играет кинематическая вязкость жидкости {\displaystyle \nu \ }. При этом эволюция завихренности определяется уравнением
{\displaystyle {\frac {\partial \omega }{\partial t}}=\operatorname {rot} (v\,\omega )+\nu \triangledown ^{2}\omega ,}
или
{\displaystyle {\frac {d\omega }{dt}}=(\omega \nabla )v+\nu \triangledown ^{2}\omega ,}
то есть быстрота изменения вектора {\displaystyle \omega } определяется производной вектора {\displaystyle v\ } по направлению {\displaystyle \omega }.
При больших числах {\displaystyle Re} движение турбулизируется, и диффузия завихренности определяется много большим коэффициентом эффективной турбулентной вязкости, не являющимся константой для жидкости и сложным образом зависящим от характера движения.